# Strelka (Krasnodar)
|  | Per a altres significats, vegeu «Strelka». |

Strelka - Стрелка (rus) és un poble (un possiólok) del krai de Krasnodar, a Rússia. Es troba al liman Starotitarovski, al delta del riu Kuban i a la península de Taman, a 11 km a l'oest de Temriük i a 137 km a l'oest de Krasnodar, la capital.
Pertanyen a aquest municipi les poblacions de Beli i Zakubanski.